# Drums Unlimited
Drums Unlimited là một album phòng thu của tay trống nhạc jazz Max Roach được thu âm năm 1965 và 1966, phát hành qua hãng đĩa Atlantic.

## Tiếp nhận
| Đánh giá chuyên môn                 | Đánh giá chuyên môn |
| Nguồn đánh giá                      | Nguồn đánh giá      |
| Nguồn                               | Đánh giá            |
| ----------------------------------- | ------------------- |
| Allmusic                            | [ 2 ]               |
| The Rolling Stone Jazz Record Guide | [ 3 ]               |

Allmusic cho album 4 trên năm sao và nhà phê bình Scott Yanow viết, "về cơ bản là hard-bop cấp tiến với số lượng dồi dào không gian cho những đoạn solo trống của Roach... do bản chất đậm giai điệu và logic trong cách ứng tác, liên tục lấy được sự chú ý của thính giả".

## Danh sách nhạc khúc
Tất cả được sáng tác bởi Max Roach trừ khi có ghi chú
1. "The Drum Also Waltzes" - 3:34
2. "Nommo" (Jymie Merritt) - 12:43
3. "Drums Unlimited" - 4:23
4. "St. Louis Blues" (W.C. Handy) - 5:22
5. "For Big Sid" - 3:04
6. "In the Red (A Christmas Carol)" - 12:21

- Thu âm ngày 14 tháng 10 năm 1965 (track 1 & 4), ngày 20 tháng 10 năm 1965 (track 2 & 6) và ngày 25 tháng 4 năm 1966 (track 3 & 5)

## Thành phần tham gia
- Max Roach - trống
- Freddie Hubbard - trumpet (track 2, 4, & 6)
- Roland Alexander - soprano saxophone (track 4)
- James Spaulding - alto saxophone (track 2, 4 & 6)
- Ronnie Mathews - piano (track 2, 4 & 6)
- Jymie Merritt - bass (track 2, 4 & 6)